# Thân vương Hisahito
Thân vương Hisahito (悠仁親王 (Du Nhân thân vương) Hisahito Shinnō, 6 tháng 9, 2006) là người con thứ ba và là con trai duy nhất của Hoàng tự Fumihito và Hoàng tự phi Kiko. Thân vương còn có 2 người chị gái là Cựu Nội Thân vương Mako và Nội Thân vương Kako
Thân vương đứng thứ hai trong thứ tự kế thừa hoàng vị của Nhật Bản sau cha mình.

## Tiểu sử
Thân vương sinh lúc 8:27 sáng (giờ chuẩn Nhật Bản) theo phương pháp mổ sinh tại Bệnh viện Aiiku ở Tokyo sau các biến chứng trong thời kì mang thai, được chẩn đoán một phần là do chứng nhau tiền đạo (placenta praevia), dẫn đến việc lâm bồn sớm hơn hai tuần. Khi sinh, thân vương nặng 2.556 kg (5 lb 10 oz). Thân vương phi Kiko đã hiến huyết dây rốn cho Mạng lưới Ngân hàng máu dây rốn Nhật Bản để phục vụ cho mục đích y học.

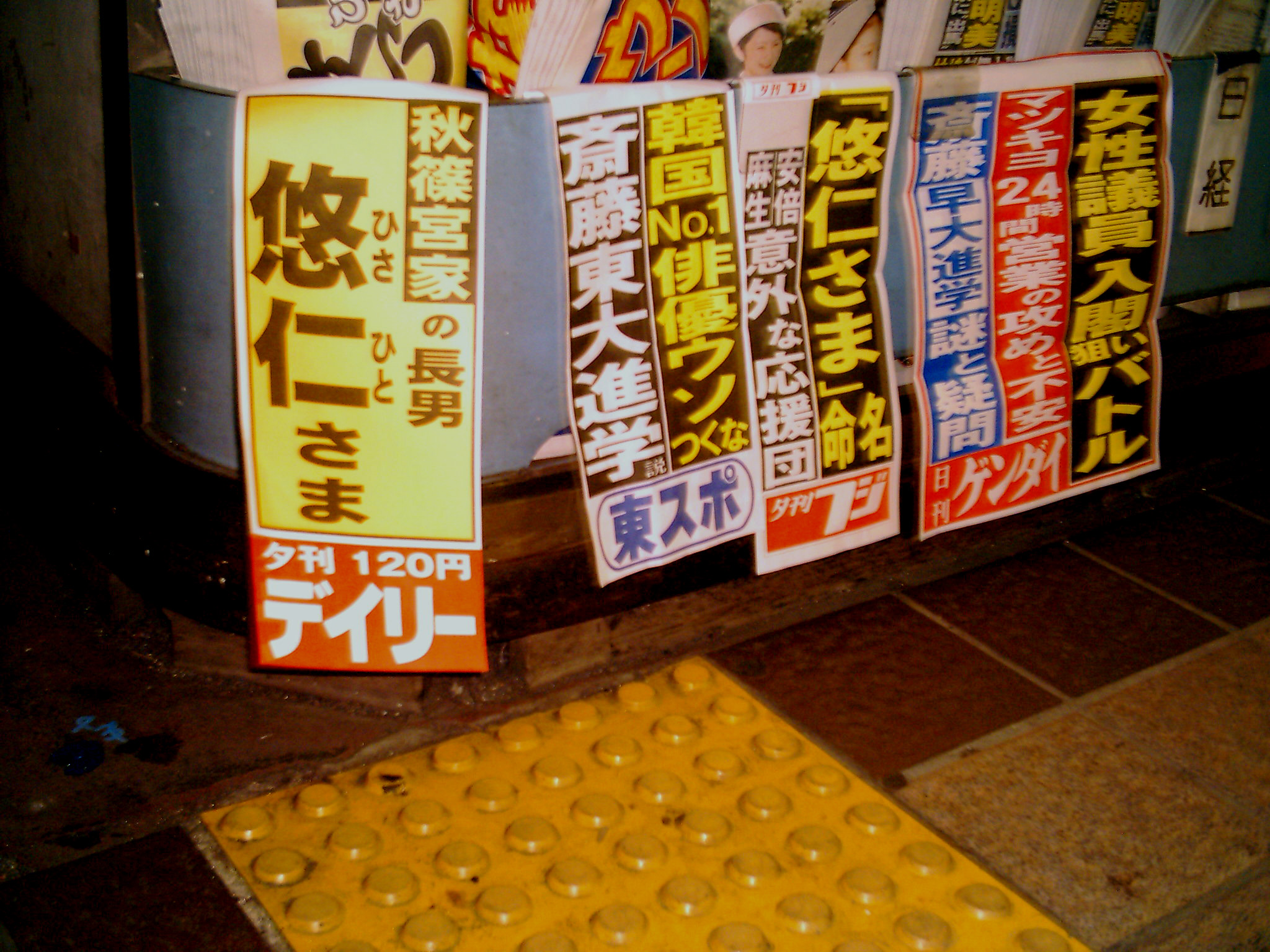
Các tờ báo Nhật Bản loan báo về việc sinh hạ Thân vương

Thân vương Hisahito là hoàng nam đầu tiên được sinh ra trong Hoàng thất Nhật Bản kể từ năm 1965, cũng là năm sinh cha của thân vương. Tên húy Du Nhân (Hisahito) của thân vương nghĩa là "yên ổn" (悠, du) và "đạo đức tốt" (仁, nhân) theo lý giải của Cung nội sảnh. Tên húy của thân vương do cha đặt, và ngự tiêu dùng để đánh dấu đồ đạc của thân vương là cây koyamaki (thông dù Nhật Bản).
Khác với các thành viên hoàng tộc khác, Hisahito học mẫu giáo, tiểu học và trung học cơ sở tại các trường thuộc Trường Đại học Ochanomizu, và là thành viên hoàng tộc đầu tiên không học tiểu học tại trường Gakushuin. Cậu được sống một cuộc sống bình dị như bao trẻ em khác, học giỏi và rất thích chơi với bạn bè, thân thiện và gần gũi, thích leo núi và trượt tuyết. Cậu cùng hai chị mình là Mako và Kako cũng yêu thích công việc chăm sóc khu nông trại của gia đình trong Cung điện Hoàng gia.
Tháng 8 năm 2019, trước khi bác mình là Thái tử Naruhito lên ngôi Thiên Hoàng, Thân vương cùng bố mẹ đến thăm Bhutan, đây là lần đầu tiên cậu đi nước ngoài. Tại Bhutan, họ được Quốc vương và Vương hậu tiếp đón, đi thăm Bảo tàng Quốc gia, Hisahito cũng tập bắn cung tại khu bắn cung của Nhà vua.
Do dịch COVID-19, Thân vương chủ yếu học trực tuyến ngay tại phủ đệ Akishino của gia đình.
Năm 2022, Thân vương Hisahito vào học ở trường Trung học Phổ thông thuộc Đại học Tsukuba danh tiếng  ở Tokyo, do trường cấp ba thuộc Đại học Ochanomizu chỉ dành cho nữ sinh . Thân vương đã tự đưa ra quyết định học tại ngôi trường này sau khi xem xét kỹ càng các trường cấp ba và thảo luận với cha mẹ.

## Vấn đề kế vị
Vào tháng 1 năm 2007, thủ tướng Nhật Bản khi đó là Abe Shinzō đã tuyên bố rằng ông sẽ ngưng một đề xuất sửa đổi điển phạm Hoàng thất nhằm cho phép nữ giới kế vị. Đề xuất được đưa ra vào thời điểm khi cả hai hoàng nam lúc đó của Thiên hoàng Akihito đều chưa có con trai. Với việc Thân vương Hisahito (con trai của một trong hai hoàng nam của Thiên hoàng Akihito) chào đời, dường như điển phạm sẽ không bị sửa đổi để cho phép chị họ của Thân vương là Nội Thân vương Aiko, con gái duy nhất của Hoàng thái tử Naruhito, có thể trở thành Nữ Thiên Hoàng và do đó đã chấm dứt cuộc tranh cãi kế vị tại Nhật Bản.
Mặc dù trong lịch sử Nhật Bản đã từng có đến tám Nữ Thiên hoàng trị vì, song họ chỉ nắm giữ vị trí này tạm thời hoặc để "trông nom". Những người kế vị các Nữ Thiên hoàng hầu hết được chọn từ các nam giới thuộc các nhánh xa của hoàng tộc và họ sẽ kế vị các nữ Thiên hoàng khi đủ lớn, đó là lý do vì sao các học giả bảo thủ lập luận việc nữ giới trị vì chỉ là tạm thời và rằng truyền thống nam giới kế vị cần phải được duy trì.
Hiện Thân vương Hisahito đứng thứ hai trong danh sách kế vị, sau cha cậu là Thân vương Fumihito và trước ông chú, Thân vương Masahito.